# Richezza van Polen
Richezza van Polen (1018 - na 1059) was een dochter van de Poolse koning Mieszko II Lambert en van Richeza van Lotharingen. Zij trouwde met Béla I van Hongarije. Het paar had volgende kinderen:
- Géza I van Hongarije, koning in 1074-1077
- Lanka, gehuwd met Rostislav van Rostov Veliki
- Sophia (-1095), huwde een eerste maal rond 1062 met Ulrich I van Weimar, markgraaf van Carniola, graaf van Istrië (-1070) en een tweede maal rond 1071 met Magnus van Saksen
- Ladislaus I van Hongarije koning in 1077-1095
- Euphemia (Ludmilla) (-1111), huwde met prins Otto I de Schone van Olmütz (-1087)
- Maria, (rond 1053/55-); huwde met Andronicus Dukas, medekeizer van Byzantium, zoon van Constantijn X van Byzantium
- Lampert, hertog van Nitra in 1077-1095
- Helena (Ilona), huwde met de koning van Kroatië Dmitar Zvonimir (1075-1089)